# Elektrownia jądrowa Koeberg
Elektrownia jądrowa Koeberg – elektrownia w Republice Południowej Afryki. Jedyna elektrownia jądrowa w Afryce. Znajduje się 30 km na północ od Kapsztadu, niedaleko Melkbosstrand na zachodnim wybrzeżu RPA. Właścicielem i operatorem Koeberga jest Eskom (Electricity Supply Commission). Dwa reaktory są owocem działania Południowo Afrykańskiego programu nuklearnego.

## Przyczyny wyboru energetyki jądrowej
Elektrownia Athlone, dostarczająca prąd w okolicy, była zbyt mała, aby zaspokoić potrzeby Kapsztadu i Paarden. Podjęto decyzję o budowie w pobliżu Kapsztadu nowego zakładu, który miał być jedynym dostawcą energii w Western Cape. 
Stwierdzono, że elektrociepłownie nie będą w tym przypadku rentowne, ze względu na wysokie koszty eksploatacyjne, w tym koszty transportu węgla. Dodatkowo, ze względu na ukształtowanie powierzchni, dostosowanie warunków emisji spalin z elektrowni węglowych do wymogów miejscowego prawa wymagałyby wybudowania 300-metrowych kominów. 
Podjęto decyzję o budowie elektrowni jądrowej, jako bardziej ekonomicznej. Elektrownia początkowo znajdowała się poza metropolią, jednakże rozwój metropolii w ciągu 20 lat spowodował, że Koeberg znajduje się na przedmieściach wśród zabudowy. Decyzją administracyjną ustalono wiele obostrzeń w osadnictwie i budownictwie dotyczących gęstości i wysokości budynków w pobliżu elektrowni. Takie rozwiązanie zostało wprowadzone ze względu na konieczność zapewnienia ewakuacji w przypadku awarii.

## Konstrukcja reaktorów

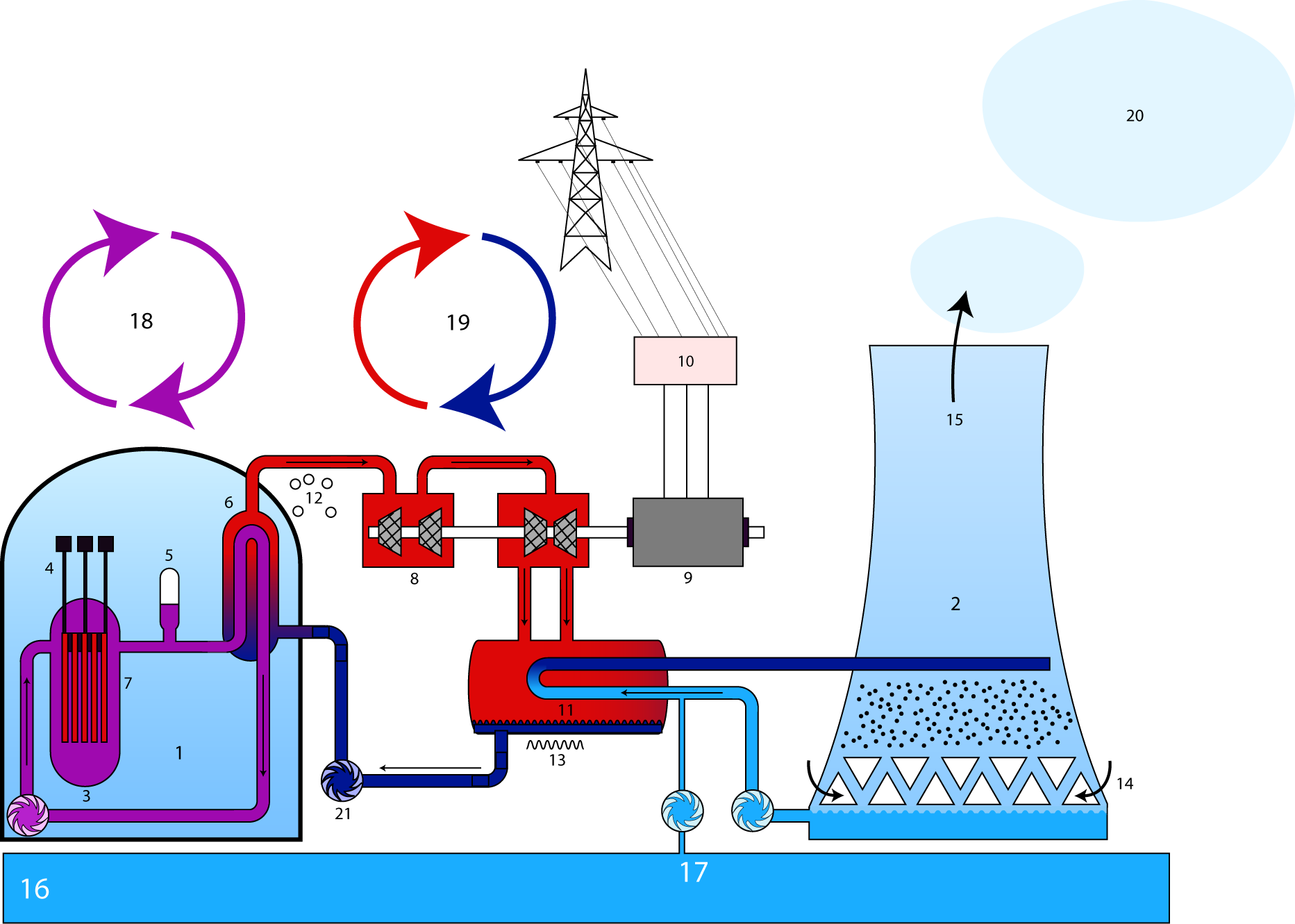
Schemat elektrowni PWR

Elektrownia Koeberg składa się z dwóch reaktorów wodnych ciśnieniowych (PWR), budowanych przez ESCOM (Electricity Supply Commission). Całkowita moc elektrowni wynosi 1800 MW (2 × 900 MW), a średnia produkcja energii – 13,668 GWh.
W reaktorach typu PWR jako paliwo jądrowe jest stosowany nisko wzbogacony uran.  Chłodziwem rdzenia jest zwykła (lekka) woda pod ciśnieniem ok. 15 MPa, cyrkulująca w zamkniętej pętli wewnętrznej, spełniając również rolę moderatora (spowalniacza neutronów). W pętli jest umieszczany przeponowy wymiennik ciepła, w którym woda obiegu I oddaje ciepło wodzie  obiegu II, znajdującej się pod niższym ciśnieniem. W obiegu II (również zamkniętym) powstaje para napędzająca turbiny parowe generatorów elektrycznych. Trzeci obieg wody jest częściowo otwarty. Woda odbierająca ciepło od wypływającego turbin strumienia pary jest częściowo pobierana z zewnątrz, a częściowo – zawracana z chłodni kominowych. W Koeberg do trzeciego obiegu jest dostarczana woda z Oceanu Atlantyckiego, która jest odsalana. Wydajność systemu wynosi 80 ton na sekundę.

## Historia budowy i incydenty
Budowa elektrowni rozpoczęła się w 1976. Pierwszy reaktor został ukończony 4 kwietnia 1984. Drugi 25 lipca 1985.
8 stycznia 1982, w 70. rocznicę utworzenia Afrykańskiego Kongresu Narodowego, budowana elektrownia została zaatakowana przez Umkhonto we Sizwe, zbrojne ramię ANC. Zniszczenia spowodowały straty w wysokości 500 milionów randów i opóźniły zakończenie budowy o 18 miesięcy.  W 2010 w wyniku śledztwa ustalono, że zamachowcem był Rodney Wilkinson.
W sierpniu 2002 dwunastu aktywistów Greenpeace włamało się na teren elektrowni. Sześciu z nich zawiesiło na ścianie baner z antyatomowym protestem. Cała dwunastka została aresztowana i ukarana.
Pod koniec 2005 Koeberg zaczęły nękać problemy techniczne. 11 listopada 2005 z powodu uszkodzenia szyny transmisyjnej reaktor musiał przejść do trybu awaryjnego, spowodowało to dwugodzinną przerwę w dostawie energii elektrycznej. 16 listopada zapalenie się linii transmisyjnej o napięciu 400 kV spowodowało przerwę w pracy Koeberg. Niektóre części Przylądka nie miały przez kilka godzin prądu. Wieczorem 23 listopada podczas rutynowej kontroli wykryto braki w kopiach bezpieczeństwa, co spowodowało konieczność obniżenia mocy reaktorów do 25 listopada, braki w kopiach ponownie się uzupełniły. Pełna praca reaktorów została wznowiona dopiero 26 listopada.
25 grudnia 2005 generator 1 zepsuł się. Podczas wyłączenia generatora do planowanego tankowania i obsługi, zostały pozostawione luźne śruby, które spowodowały poważne szkody, zmuszając załogę do zamknięcia reaktora. Reaktor 2 został później również wyłączony w celu zaplanowanego tankowania. Zamknięcia te spowodowały poważny niedobór prądu w Western Cape. Reaktor 1 został włączony ponownie dopiero w maju 2006, po przysłaniu z Francji części zamiennych.
18 i 19 lutego 2006 spora część Western Cape została ponownie pozbawiona zasilania, z powodu kontrolowanego wyłączenia w Koeberg. Eskom zapewniało, że zakończenie prac nastąpi 26 lutego 2006, jednakże po tej dacie były również problemy z energią.
Według szacunków straty związane z brakiem prądu wyniosły 500 milionów randów, jednakże według innych szacunków mogły wynieść nawet 2 miliardy.
12 września 2010 91 członków załogi napromieniowanych Kobaltem-58.